# Notgrunden (vid Busö, Raseborg)
Notgrunden är öar i Finland. De ligger i Finska viken och i kommunen Raseborg i landskapet Nyland, i den södra delen av landet. Öarna ligger omkring 83 kilometer väster om Helsingfors.
Arean för den av öarna koordinaterna pekar på är 1,1 hektar och dess största längd är 180 meter i öst-västlig riktning. Närmaste större samhälle är Ekenäs, 15,7 km nordväst om Notgrunden.